# Prix Christ-Johnson
Le prix Christ-Johnson est un prix musical suédois qui a été institué en 1958. Il est décerné aux compositeurs et est divisé en deux classes, le «Grand Prix» et le «Second Prix». Le comité du prix est l'Académie royale suédoise de musique qui désigne les gagnants de la musique classique. Les prix sont décernés par le roi Charles XVI Gustave lors de l'anniversaire de l'Académie.

## Lauréats

### Grand prix
- 1958 – Ingvar Lidholm pour Ritornell pour orchestre
- 1960 – Dag Ivar Wirén pour la Symphonie no 4
- 1962 – Hilding Rosenberg pour Louisville Concerto
- 1964 – Karl-Birger Blomdahl pour la Symphonie no 3, Facetter
- 1966 – Bengt Hambraeus pour Transfiguration pour orchestre
- 1968 – Allan Pettersson pour Mesto, 2e mouvement du Concerto pour cordes no 3
- 1970 – Åke Hermanson (sv) pour la Symphonie no 1
- 1972 – Sven-Erik Bäck pour Movimento II
- 1974 – Bo Nilsson (en) pour Brief an Gösta Oswald
- 1976 – Lars-Erik Larsson pour Musik pour orkester, Orkestervariationer et Due auguri
- 1977 – Jan W. Morthenson (de) pour Morendo
- 1979 – Hans Holewa (sv) pour la Symphonie no 3
- 1981 – Jan Carlstedt (sv) pour la Symphonie no 2
- 1983 – Anders Eliasson (en) pour Canto del Vagabondo
- 1985 – Gunnar de Frumerie
- 1987 – Daniel Börtz
- 1989 – Hans Eklund (compositeur) (sv) pour une écriture symphonique ancienne
- 1991 – Siegfried Naumann (de) pour de nombreuses années de compositions, de haut niveau technique et esthétique, un dévouement et une intégrité personnelle exceptionnelle
- 1993 – Sven-Eric Johanson (sv) pour la Symphonie no 10, Chez nous
- 1995 – Sven-David Sandström pour High Mass
- 1996 – Pär Lindgren pour Oaijé
- 1997 – Anders Hillborg pour le Concerto pour violon
- 1998 – Jan Sandström pour My Assam Dragon pour saxophone et orchestre
- 1999 – Klas Torstensson (en) pour Stick on Stick et Urban Songs
- 2000 – Anders Nilsson pour Concerto Grosso no 1 pour quatuor de saxophones & orchestre
- 2001 – Arne Mellnäs (en) pour Labyrinthos pour saxophone alto et orchestre
- 2002 – André Chini (sv) pour L'Indien pour piano et orchestre
- 2003 – Hans Gefors pour Njutningen
- 2004 – Miklós Maros (en) pour la Symphonie no 4
- 2006 – Maurice Karkoff pour un demi-siècle de compositions, notamment de nombreuses œuvres orchestrales d'un niveau artistique élevé et constant
- 2007 – Henrik Strindberg (en) pour Neptuni åkrar
- 2008 – Per Mårtensson (en) pour le Concerto pour flûte
- 2009 – Kent Olofsson pour Cordes
- 2010 – Jesper Nordin (en) pour Residues
- 2011 – Victoria Borisova-Ollas pour Golden Dance of the Pharaohs
- 2012 – Benjamin Staern (en) pour Worried Souls pour clarinette et orchestre
- 2014 – Tommie Haglund (sv) pour Flaminis Aura pour violoncelle et orchestre

### Second prix
- 1958 – Erland von Koch pour Oxbergsvariationer pour orchestre
- 1960 – Hans Eklund (compositeur) (sv) pour Musik för orkester
- 1962 – Gunnar Bucht pour la Symphonie no 4
- 1964 – Maurice Karkoff pour Variazioni per orchestra
- 1966 – Hans Holewa (sv) pour Komposition för orkester
- 1968 – Lars Johan Werle (en) pour le ballet Zodiak
- 1970 – Daniel Börtz pour Voces, partie de Kafkatrilogin
- 1972 – Siegfried Naumann (de) pour Spettacolo I
- 1974 – Sven-David Sandström pour Through and Through
- 1976 – Johnny Grandert pour la Symphonie no 4
- 1977 – Anders Eliasson (en) pour Canto in Lontananza
- 1979 – Miklós Maros (en) pour la Symphonie no 2
- 1981 – Arne Mellnäs (en)
- 1983 – Lars-Erik Rosell pour le Concerto pour orgue
- 1985 – Mikael Edlund
- 1987 – Pär Lindgren pour l'innovation artistique
- 1989 – Jan Sandström
- 1991 – Anders Hillborg pour Celestial Mechanics
- 1992 – André Chini (sv) pour Mururoa pour violon et orchestre
- 1993 – Hans Gefors pour pièce orchestrale Twine(1988) et la partie d'orchestre de l'opéra Der Park (1992)
- 1994 – Torsten Nilsson för tonsättargärningen
- 1995 – Anders Hultqvist pour Time and the Bell
- 1996 – Lars Ekström pour Genom skärvan av en prisma
- 1997 – Karin Rehnqvist pour Solsången
- 1998 – Kent Olofsson pour Hephaestus Forge pour percussion et orchestre
- 1999 – Thomas Jennefelt pour Musik vid ett berg
- 2000 – Per Mårtensson (en) pour le Concerto pour violon
- 2001 – Ingvar Karkoff (sv) pour la Symphonie no 1
- 2002 – Fredrik Hedelin pour Tecken
- 2003 – Mats Larsson Gothe (sv) pour le Concerto pour violon
- 2004 – Jesper Nordin (en) pour Sleep now in the fire
- 2005 – Victoria Borisova-Ollas pour la Symphonie no 1, The Triumph of Heaven
- 2008 – Mirjam Tally (de) pour Turbulence
- 2012 – Britta Byström pour Utflykt i det okända